# Pilar Salarrullana
María Pilar Salarrullana de Verda (Zaragoza, 17 de noviembre de 1937-Logroño, 27 de junio de 2009) fue una política, escritora y profesora española, conocida por sus libros e investigaciones de las sectas. Fue senadora y diputada por La Rioja en los años 1980 y concejal de la ciudad de Logroño en los años 1990.

## Biografía
Estudió Humanidades Modernas en la Universidad de Zaragoza y fue profesora de educación secundaria de Geografía y Francés en Zaragoza y en Logroño.
Fue secretaria general del Partido Demócrata Popular en La Rioja. En 1979 se convirtió en senadora, electa por esta provincia en coalición con Unión de Centro Democrático en la I Legislatura de España, cargo que ocupó hasta 1982. Posteriormente, en 1986, fue elegida como diputada del Grupo Parlamentario Mixto/Grupo Parlamentario Mixto - Agrupación de la Democracia Cristiana (ADC), también por la misma provincia.
Durante esos años, realizó una labor de investigación sobre el fenómeno de las sectas en España creando un "grupo de trabajo sobre sectas" de la Comisión Interministerial y una "Comisión de Estudio de la situación de las sectas religiosas en España" así como de la defensa de los derechos de la mujer, con la "Comisión Mixta para la Igualdad de Oportunidades de la Mujer" y —fuera del congreso— la asociación de mujeres "Asociación Concepción Arenal". Debido a su posición crítica respecto a ciertos grupos religiosos minoritarios, recibió múltiples ofertas de soborno e incluso amenazas de secuestro y muerte.
En 1988 se descubrió una "lista negra" de la Iglesia de la Cienciología, redactada en inglés, acompañada de números del 1 al 6 que, al parecer, indicaban el nivel de riesgo que presentaba cada persona o entidad para la organización. En esa lista había medios de comunicación, policías y políticos y figuraba Salarrullana con el nivel de máxima peligrosidad. El juez José María Vázquez Honrubia le encontró a la Iglesia de la Cienciología una carpeta con el título "Agente muerto" (el nombre de una política de la organización basada en "atacar al atacante") en la que había información exhaustiva sobre Pilar y su familia.
En 1990 y 1991 respectivamente, publicó los libros de investigación Las sectas. Un testimonio vivo sobre los mesías del terror en España y Las sectas satánicas. La cara oculta de los esclavos de Lucifer. Durante estos años se llevan a cabo 28 juicios relacionados con sus publicaciones sobre sectas destructivas, que, pese a ser respaldada hacen que se declare "sola ante sus amenazas y sin poder seguir".

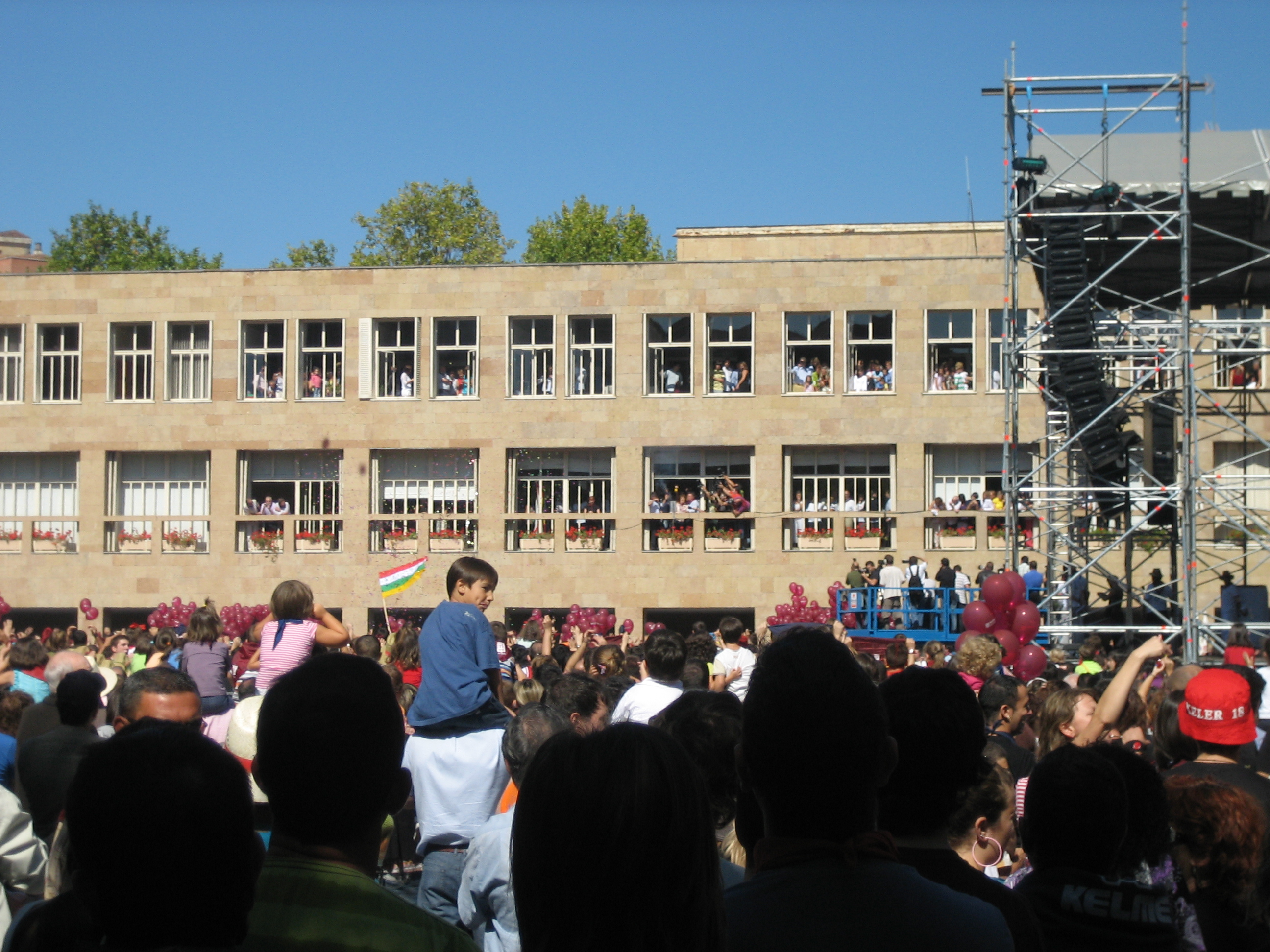
Lanzamiento del cohete anunciador de las Fiestas de San Mateo 2008 a cargo de Pilar Salarrullana.

De 1991 a 1995 fue concejala del Ayuntamiento de Logroño, ejerciendo el cargo de primera teniente de alcalde. En las elecciones locales de 1991 el PSOE perdió la mayoría absoluta, y su grupo del Centro Democrático y Social, junto al de Izquierda Unida apoyó la continuidad como alcalde de Manuel Sáinz Ochoa. Una de sus más polémicas decisiones como concejala fue el impulso de la peatonalización de algunas calles del centro de la ciudad, lo cual generó el descontento de algunos vecinos.
En 1993 escribió En el nombre de La Rioja, un libro de historia riojana.
En octubre de 1994 declaró al El País: «Durante ocho años dediqué gran parte de mi actividad política [...] a estudiar los problemas que, para la sociedad, se derivaban de la actuación de las sectas destructivas y a ayudar a cuantas personas sufrían por esta causa [...]. Con pena, casi con remordimiento, hace año y medio [...] tiré la toalla. El motivo no fueron ni las amenazas, ni el miedo [...] (tuve que llevar escolta durante dos años). Hubo dos causas: la cantidad de dinero que me ha costado defenderme de las querellas, [...] y, sobre todo, la sensación de soledad e impotencia».
En 1995 dejó su vida política como concejala y retornó a su puesto como profesora de francés
En 2004 volvió al tema de las sectas, aunque esta vez a través de un libro de ficción: La segunda venida (editado en braille en 2009).
En su última etapa era columnista de opinión del diario La Rioja, miembro en pleno del Consejo Social del Ayuntamiento de Logroño y de la Asociación Española de Ex Parlamentarios. También había colaborado de forma ocasional con distintos canales de televisión nacional como experta en sectas. Una de sus últimas apariciones públicas fue como encargada de lanzar el chupinazo con el que comenzaron las fiestas de San Mateo de Logroño en 2008.
El 27 de junio de 2009 falleció debido a una larga enfermedad en Logroño, localidad donde residía. Fue enterrada en Tricio, donde también tiene dedicado el nombre de una calle.
La Comisión de la Memoria Histórica propuso al Ayuntamiento de Logroño modificar el nombre de la Plaza Martín Ballesteros, situada junto al campus universitario, para que pase a denominarse Plaza Pilar Salarrullana. Se paralizó la aplicación de esta propuesta y del resto de calles que se habían planteado.
Editorial Buscarini ha publicado póstumamente la novela Premonición, una obra escrita por Pilar Salarrullana entre 1966 y 1990 que narra, en tono de falsa autobiografía, el diagnóstico y lucha contra el cáncer de su protagonista.
En junio de 2020 el Ayuntamiento de Logroño cambió el nombre de la calle García Morato, en el centro de la ciudad, a Calle Pilar Salarrullana.

## Obras
- Salarrullana, Pilar (enero de 1990).  Temas de Hoy, ed. Las sectas. Madrid. ISBN 84-7880-015-8. Archivado desde el original el 23 de septiembre de 2020. Consultado el 10 de marzo de 2020.
- Salarrullana, Pilar (enero de 1991 y febrero de 1995).  Temas de Hoy, ed. Las sectas satánicas. Madrid. ISBN 84-7880-075-1.
- Salarrullana, Pilar (febrero de 1993).  Temas de Hoy, ed. Cómo llegar al Congreso sin saber hacer la o con un canuto. Madrid. ISBN 84-7880-228-2.
- Salarrullana, Pilar (agosto de 1999).  Instituto de Estudios Riojanos, ed. En el nombre de la Rioja. Logroño. ISBN 84-89362-53-X.
- Salarrullana, Pilar (diciembre de 2004).  Ediciones del 4 de Agosto, ed. La segunda venida. Logroño. ISBN 84-933897-0-6.
- Salarrullana, Pilar (2010).  Editorial Buscarini, ed. Premonición. Logroño. ISBN 978-84-937154-0-3.